# Спомен-обележје народа Хрватске (Кругови)
Спомен-обележје народа Хрватске (Кругови) се налази у Спомен комплексу Спомен-парк Крагујевачки октобар, поклон је Социјалистичке Републике Хрватске, откривено 17. октобра 1981. године. Рад је српског вајара Војина Бакића и архитеката Јосип и Силвана Сајсл.
Састоји се од седам челичних дискова, неједнаке величине и представља светлосну жижу три гробнице око њега. Форма круга, симбола савршенства и целовитости од прадавних времена, овде је благо деформисана, чиме аутор показује да је живот на овом месту 21. октобра 1941. године био далеко од тог савршенства. И сваки од кругова представља стрељане људе у паду.